# آنتونی بژون
آنتونی بژون (فرانسوی: Anthony Bajon‎؛ زادهٔ ۷ آوریل ۱۹۹۴) هنرپیشه اهل فرانسه است. وی از سال ۲۰۰۹ میلادی تاکنون مشغول فعالیت بوده‌است.
از فیلم‌ها یا برنامه‌های تلویزیونی که وی در آن نقش داشته‌است می‌توان به رودن، دعا کنندگان و مالدورور اشاره کرد.
وی همچنین برندهٔ جوایزی همچون خرس نقره‌ای برای بهترین بازیگر مرد شده‌است.